# Prizee
Prizee est un ancien site web français de la catégorie des jeux en ligne primés, créé en 2000, devenu une application mobile avant de fermer complètement en 2019.

## Historique

### Genèse du projet
En 1999, Tristan Colombet s'essaye au développement de sites Internet, en parallèle de ses études d'informatique, alors âgé de dix-neuf ans. Parmi ces projets, France Prizee monte en popularité, en proposant des tirages au sort hebdomadaire. Au début de l'année 2000, face au trafic de visiteurs croissant, il décide d'acheter le nom de domaine prizee.com et enrichit le site avec de nouveaux jeux de tirages,,,.

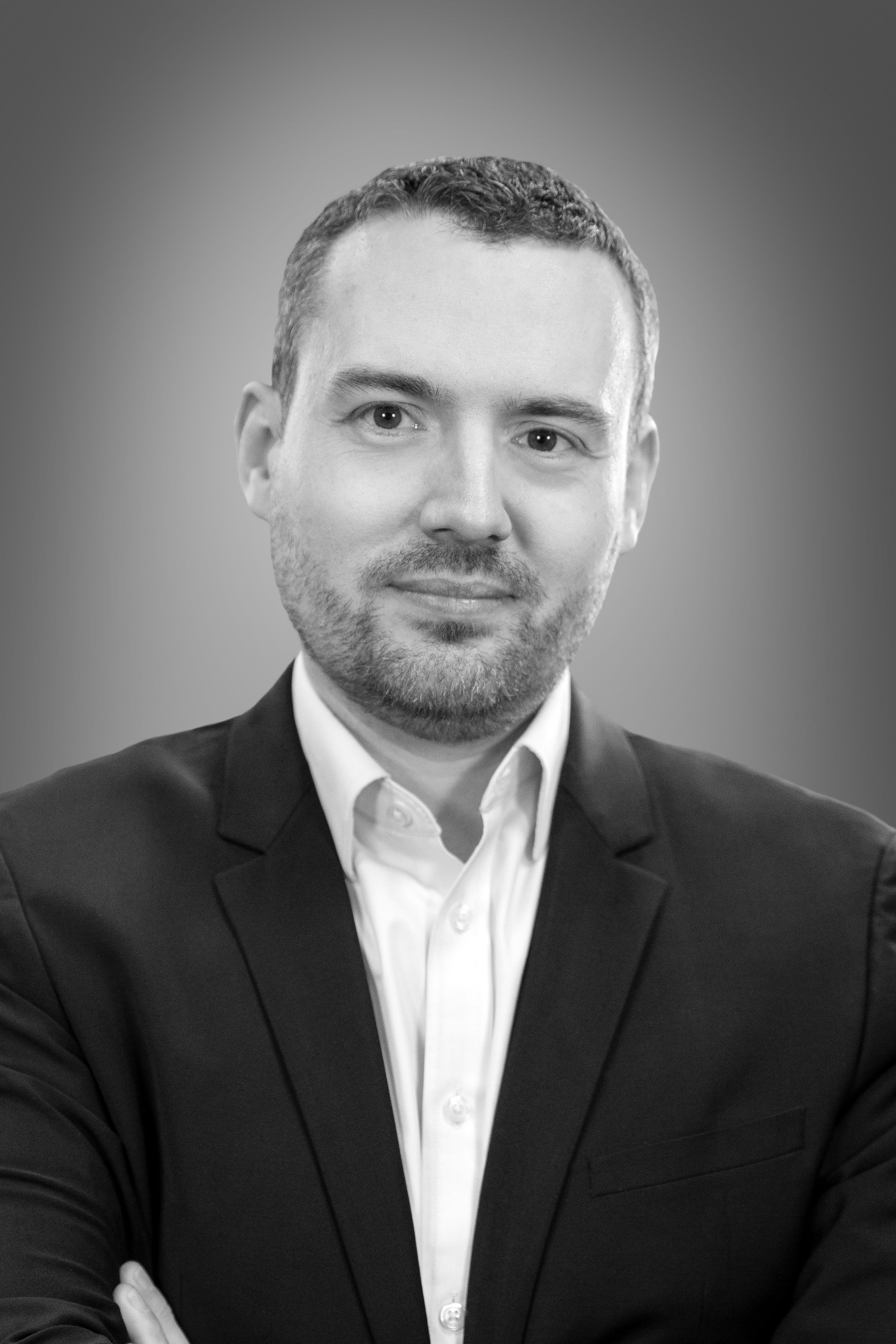
Tristan Colombet, créateur de Prizee

Les premiers jeux sont créés par la Motion Twin jusqu’à la fin du partenariat en 2003. 
En septembre 2006, le site se classe pour la première fois en tête du classement des sites de jeux, devant la Française des jeux. Cette année-là, la société remporte la première place du classement Deloitte Technology Fast 50 pour être la startup ayant la plus forte progression du chiffre d'affaires, affichant une croissance de 6578 % sur cinq ans. Traduit en cinq langues (anglais, allemand, espagnol, italien, roumain), le site prévoit de s’étendre vers une dizaine d’autres langues encore en 2007.

### Diversification des activités
Le site propose un système d’abonnement à partir de 2008 sous le nom Club Prizee. L’entreprise se diversifie en publiant un livre pour enfant sous la bannière Prizee Éditions et en ouvrant un restaurant, le Prizee Café, avec l’ambition d’en faire une chaine.
Cependant, le restaurant ferme rapidement et l’année 2009 marque un fort déficit pour l’entreprise. Un plan social entrainant le licenciement de la moitié du personnel est annoncé ce qui entraine une journée de grève dans l’entreprise. Cette année là, une nouvelle mouture du site parait mais cela est « un échec commercial ».

### Recentrage sur l'activité web
La société se recentre alors autour de la production de jeux en Flash pour sites web. En 2011, elle lance deux autres sites internet de jeu : Inkazee et Enovaa. Elle est rachetée par Digital Virgo en juin 2012.
En décembre 2012, le fondateur de Prizee.com quitte la société, qui est dès lors dirigée par Matthieu Fontenay.
Au mois de novembre 2014, Digital Virgo annonce un nouveau plan social et la fermeture du site de Clermont-Ferrand pour le mois de mars 2015.

### Dernières années
En mai 2015, le système des jetons est supprimé : Prizee devient jouable sans limite.
Le 12 novembre 2018, Prizee ferme sa version Web, et n’est désormais accessible que sur téléphone mobile.
Prizee cesse définitivement ses activités le 10 juillet 2019,.

## Fonctionnement du site
Prizee est un jeu en ligne primé, c’est-à-dire un jeu web rapportant de la monnaie virtuelle, échangeable contre des cadeaux.
Le joueur accumule des « Bubz » et, depuis fin 2012, des « Zeep ». Ces gains virtuels accumulés peuvent ensuite être échangés contre des cadeaux. Les « Bubz » peuvent aussi être utilisés pour jouer à des jeux dits Adrénaline. Les gains ne sont pas liés au niveau de difficulté de la partie : dans chaque jeu, des éléments (parfois signalés avec la lettre B comme Bubz) permettent de gagner des bubz sans toutefois finir le niveau en question.
La Coupe des Clans permet de se mesurer aux autres joueurs et de gagner des Bubz supplémentaires.
Le 12 novembre 2018 le site web ferme ses portes et Prizee devient 100 % mobile : les jeux sont uniquement disponibles via l'application Prizee sur IOS et Android.

### Modèle économique
Le site fonctionne sous le modèle du freemium : les joueurs peuvent jouer gratuitement en dessous d’une certaine limite, mais peuvent payer pour certaines options ou pour jouer plus longtemps. Les joueurs peuvent s’acquitter des frais par micropaiement (appels ou SMS surtaxés) ou par carte bancaire : il en coute deux euros pour vingt-cinq parties. Un système d’abonnement à 6,90 € mensuels est également proposé.
La proportion de joueurs dépensant de l’argent sur le site est de 3 % en 2006.

### Gains
Plusieurs mécanismes limitant le nombre de cadeaux distribués se sont succédé. À l'origine, un système d'enchères en « Bubz » permettait au plus offrant de remporter le cadeau ; ces enchères étaient couplées à un tirage au sort permettant à un joueur au hasard de remporter un cadeau parmi ceux l'ayant réclamé. Un système de missions y a succédé où, pour remporter un cadeau, le joueur devait remplir un certain nombre d'objectifs dans les jeux flash, dans un délai déterminé, puis gagner à un jeu de hasard.
Depuis fin 2012, le gain de cadeaux se fait à partir de nouveaux tickets appelés « Zeep », que le joueur obtient à raison d'un par partie. Le joueur mise le nombre de « Zeep » de son choix. S'il gagne les enchères, les « Zeep » misés sont retirés de son compte ainsi que le prix du cadeau en « Bubz », à condition que le cadeau soit mis en jeu ce jour-là. Si ça n'est pas le cas, ou si le joueur n'est pas le gagnant, aucun Bubz n'est débité mais les « Zeep » misés sont perdus. Certains jeux événementiels ou certains achats de jetons permettent de remporter des « Zeep » plus rapidement.

### Controverse
Entre 2010 et 2014, une quinzaine de joueurs attaquent en justice l'entreprise pour pratique commerciale trompeuse. Ils se plaignent notamment de ne pas recevoir les gains promis par le site. En 2016, Prizee est condamné à 90 000 € d'amende pour activité de loterie prohibée.

## Diversification
Prizee se diversifie en créant d'autres sites internet de casual gaming, que l'on pourrait traduire par « jeux occasionnels » en français, tels que Bubble Adventure, Dizee, etc.
Le site présente aussi plusieurs petits personnages :
- un diablotin nommé Diabolo ;
- un poisson nommé Bubulle ;
- une grenouille nommée Koulapic ;
- un lapin nommé Toudou ;
- un raton laveur nommé Furax ;
- un pingouin nommé Aglaglax ;
- un ours nommé Digito ;
- un chat nommé Skat.